# Paterson (Nova Jersey)
Paterson és una ciutat a l'estat de Nova Jersey. Segons el cens del 2008 tenia 145.643 habitants.

## Fills il·lustres
- Joseph Keller (1923-2016) matemàtic.
- Frederick Reines (1918-1998) físic, Premi Nobel de Física de l'any 1995.

## Demografia
Segons el cens del 2000, Paterson tenia 149.222 habitants, 44.710 habitatges, i 33.353 famílies. La densitat de població era de 6.826,4 habitants/km².
Dels 44.710 habitatges en un 40,9% hi vivien nens de menys de 18 anys, en un 39,4% hi vivien parelles casades, en un 26,8% dones solteres, i en un 25,4% no eren unitats familiars. En el 20,4% dels habitatges hi vivien persones soles el 7,9% de les quals corresponia a persones de 65 anys o més que vivien soles. El nombre mitjà de persones vivint en cada habitatge era de 3,25 i el nombre mitjà de persones que vivien en cada família era de 3,71.
Per edats la població es repartia de la següent manera: un 29,8% tenia menys de 18 anys, un 11,2% entre 18 i 24, un 32% entre 25 i 44, un 18,7% de 45 a 60 i un 8,3% 65 anys o més.
L'edat mediana era de 30 anys. Per cada 100 dones de 18 o més anys hi havia 91,1 homes.
La renda mediana per habitatge era de 32.778 $ i la renda mediana per família de 35.420 $. Els homes tenien una renda mediana de 27.911 $ mentre que les dones 22.733 $. La renda per capita de la població era de 13.257 $. Aproximadament el 19,2% de les famílies i el 22,2% de la població estaven per davall del llindar de pobresa.

## Poblacions properes
El següent diagrama mostra les poblacions més properes.